# واشنطن مقاطعة يو كلير (ويسكونسن)
واشنطن، مقاطعة يو كلير (بالإنجليزية: Washington, Eau Claire County, Wisconsin)‏ هي بلدة تقع بولاية ويسكونسن في الولايات المتحدة. تبلغ مساحتها 146.4 (كم²)، وترتفع عن سطح البحر 271 م، بلغ عدد سكانها 6995 نسمة في عام 2000 حسب إحصاء مكتب تعداد الولايات المتحدة وتصل الكثافة السكانية فيها 48.2 نسمة/كم2.

## وصلات خارجية
- http://www.townofwashington.org/
- The US50 - Cities and Towns in Wisconsin State
- Wisconsin Cities and Towns, Facts, Map, Flag, Colleges, Government, and More